# Winchester Model 70
O Winchester Model 70 é um rifle esportivo de ação por ferrolho. Ele tem um lugar icônico na cultura esportiva Norte americana, e tem sido muito apreciado pelos atiradores desde que foi lançado em 1936, ganhando o apelido de "The Rifleman's Rifle".
O mecanismo de ação do Winchester Model 70 tem algumas semelhanças com o design do Mauser e é um desenvolvimento do Winchester Model 54 anterior.[carece de fontes?]